# Андрей Сидов
Андрей Сидов е български революционер, деец на Вътрешната македоно-одринска революционна организация и на Вътрешната македонска революционна организация.

## Биография
Роден е през 1871 или 1886 година в костурското село Бобища, тогава в Османската империя, днес Верга, Гърция. Влиза във ВМОРО. През Илинденско-Преображенското въстание е войвода на чета. Загива на 14 август 1903 година в сражението при Голината при село Черешница, защитавайки знамето на Блацкия център.